# Посольство США в Ираке
Посольство Соединённых Штатов Америки в Республике Ирак (англ. Embassy of the United States of America in the Republic of Iraq, араб. سفارة الولايات المتحدة الأمريكية في جمهورية العراق‎) — дипломатическая миссия США в Республике Ирак (Ирак), расположена в Багдаде. Является административным офисом посла США в Ираке.
Временная поверенная в делах Элизабет Кеннеди Трюдо в настоящее время является главой миссии.
Его площадь составляет 104 акра (42 га), что делает его крупнейшим комплексом дипломатической миссии США, почти равным по площади Ватикану. Комплекс посольства примерно в 2,5 раза больше посольства США в Бейруте, которое является вторым по величине дипломатическим представительством США за рубежом.
Посольство открылось в январе 2009 года после ряда задержек в строительстве. Оно заменило предыдущее посольство, которое открылось 1 июля 2004 года в Зелёной зоне Багдада в бывшем дворце Саддама Хусейна. Строительство посольского комплекса обошлось США в 750 миллионов долларов, и в 2012 году штатная численность достигла пика в 16 000 сотрудников и подрядчиков. После этого США приступили к серьёзному сокращению персонала, в результате которого общий штат сократился до 11 500 человек в январе 2013 года и до 5500 к 2014 году. Общая численность персонала была сокращена до 486 человек к концу 2019 года и 349 человек к середине 2020 года.
31 декабря 2019 года посольство было атаковано сторонниками ополчения «Силы народной мобилизации» в ответ на авиаудары в Ираке и Сирии, нанесённые ВВС США в предыдущее воскресенье. Посольство также неоднократно подвергалось нападениям со стороны иракских шиитских ополченцев, поддерживающих Иран, и иранского Корпуса стражей исламской революции после того, как президент Дональд Трамп отдал приказ о нанесении удара беспилотником по Касему Сулеймани и Абу Махди аль-Муханди в аэропорту Багдада 3 января 2020 года.

## История посольства

### 1930—1967: Истоки
Соединённые Штаты установили дипломатические отношения с Ираком в 1930 году и открыли представительство в Багдаде. В 1946 году представительство было преобразовано в посольство. Новое здание было спроектировано Жозепом Луисом Сертом в 1955 году и построено в 1957 году. В нём основное внимание уделялось поддержанию прохлады, а не обеспечению безопасности.

### 1967—2003: Неспокойные отношения
Это здание оставалось посольством до Шестидневной войны 1967 года, когда многие арабские страны разорвали дипломатические отношения с Соединёнными Штатами. В 1972 году посольство стало отделом интересов США (USINT) при посольстве Бельгии в Ираке, поскольку Бельгия была страной-покровительницей присутствия Соединённых Штатов в Ираке. Однако USINT располагался не в здании, которое посольство занимало до 1967 года, так как это здание было захвачено и превращено в Министерство иностранных дел Ирака. USINT располагался в здании, которое раньше было посольством Румынии, в районе Майсана, на восточном берегу Тигра, напротив клуба Министерства иностранных дел. В 1984 году, после возобновления дипломатических отношений между США и Ираком, отдел интересов США был преобразован в посольство. Здание утратило статус посольства незадолго до войны в Персидском заливе в 1991 году, которая привела ко второму разрыву дипломатических отношений между двумя странами. Затем была восстановлена секция интересов США с Польшей в качестве страны-покровительницы.